# Рада Вищого двору
Рада Вищого двору - вища дорадча установа при імператорській особі. Створена у 1768 році замість Імператорської ради.

## Історія діяльності та значення
Був створений 17 (28) листопада 1768 року Катериною II як надзвичайний орган для обговорення питань, пов'язаних із веденням війни з Османською імперією . Спочатку збирався нерегулярно, після видання 17 (28) січня 1769 року спеціального указу - 1-2 рази на тиждень.
Після укладання Кючук-Кайнарджійського миру підстави для роботи Ради припинилися, але він продовжував діяти як дорадча установа не лише з питань військової та зовнішньої, а й внутрішньої політики (серед інших на ньому були заслухані питання реформи системи місцевого управління та станового устрою, заходи щодо придушення Пугачовського бунту). За Павла I Рада втратила будь-яке значення, а наприкінці 1800 року припинила засідання. Був скасований 26 березня (7 квітня) 1801 року   Олександром I.
Був дорадчим органом, який не мав встановлених повноважень і здійснював діловодство через особистих кабінет-секретарів імператриці (імператора). Усі вироблені Радою пропозиції у разі прийняття оформлялися як указів і маніфестів государя.